# Синицын, Дмитрий Дмитриевич
Дмитрий Дмитриевич Синицын (род. 17 июня 1994, Москва) — российский хоккеист, защитник.

## Биография
Начал заниматься хоккеем в пять лет в СДЮШОР московского «Динамо». Через два года перешел в ЦСКА, где занимался до 16 лет. На драфте КХЛ 2011 года был выбран под № 38 «Барысом». В 15 лет уехал в юниорскую команду клуба НХЛ «Даллас Старз». В сезоне 2011/12 провёл семь матчей за клуб МХЛ-Б «Зеленоград».
На драфте НХЛ 2012 года был выбран в 7-м раунде под общим 183-м номером клубом «Даллас Старз». В сезоне 2012/13 выступал за команду UMass-Lowell в NCAA, в следующем сезоне выступал за «Реджайну Пэтс» в WHL. Вернувшись в Россию, в июле 2014 года подписал двухлетний двусторонний контракт с московским «Динамо». В мае 2016 года был обменян на денежную компенсацию в другой клуб КХЛ — «Лада» Тольятти. Через год был обратно обменян в «Динамо». Через месяц подписал двухлетний контракт с московским «Спартаком», но больше на профессиональном уровне не выступал.